# Fortspinnung
Fortspinnung és un terme alemany concebut l'any 1915 per referir-se a un procés específic de desenvolupament d’un motiu musical. En aquest procés, el motiu es desenvolupa en una estructura musical sencera mitjançant seqüències, canvis intervàl·lics o repeticions senzilles. Com a principi exposa una capçalera temàtica (alemany: Themenkopf) i a partir d’aquí s'obre a una estructura (majoritàriament) contrapuntística, mentre que la reentrada del mateix Themenkopf (sovint transposada) es desvia del fet que no hi ha una fórmula de tancament real en el Fortspinnungsthema. Així, el Forspinnungsprinzip contraresta el principi del Període alemany, comú a la sonata de Wiener Klassik, que és mètricament finit (encara que no tanqui, com a tal): Tot el que hi ha en el període apunta a un punt mètricament definit, on el seu "final" és d’esperar. Falta aquesta estructura apuntant, és a dir, detinguda amb cura al Fortspinnung.
També és possible utilitzar el terme forma fortspinnung, que representa una estructura amb tres parts: 
- Vordersatz: L’antecedent o exposició del motiu.
- Fortspinnung: El fortspinnung propi on es desenvolupa el motiu.
- Epíleg: la secció d'epíleg o cadència.

En la música barroca, les melodies i les seves lletres eren en prosa. En lloc de les línies emparellades, consistien en frases o paràgrafs retòrics que són formats per un gest d'obertura, una amplificació (sovint amb seqüència) i un tancament (amb una cadència); en alemany Vordersatz - Fortspinnung - Epilog. Per exemple: 
```
When I was a child, [gest d'obertura]
I spake as a child, [amplificació...]
I understood as a child, [...]
I thought as a child; [...]
But when I became a man, I put away childish things. [tancament]
—1 Corinthians 13
```

## Exemples
L’ús d’aquest procés de desenvolupament i estructura musical s'enfoca principalment en el període barroc. A continuació, es mostra un exemple de fortspinnung a la primera secció de la invenció de Johann Sebastian Bach núm. 4 en re menor (BWV 775):

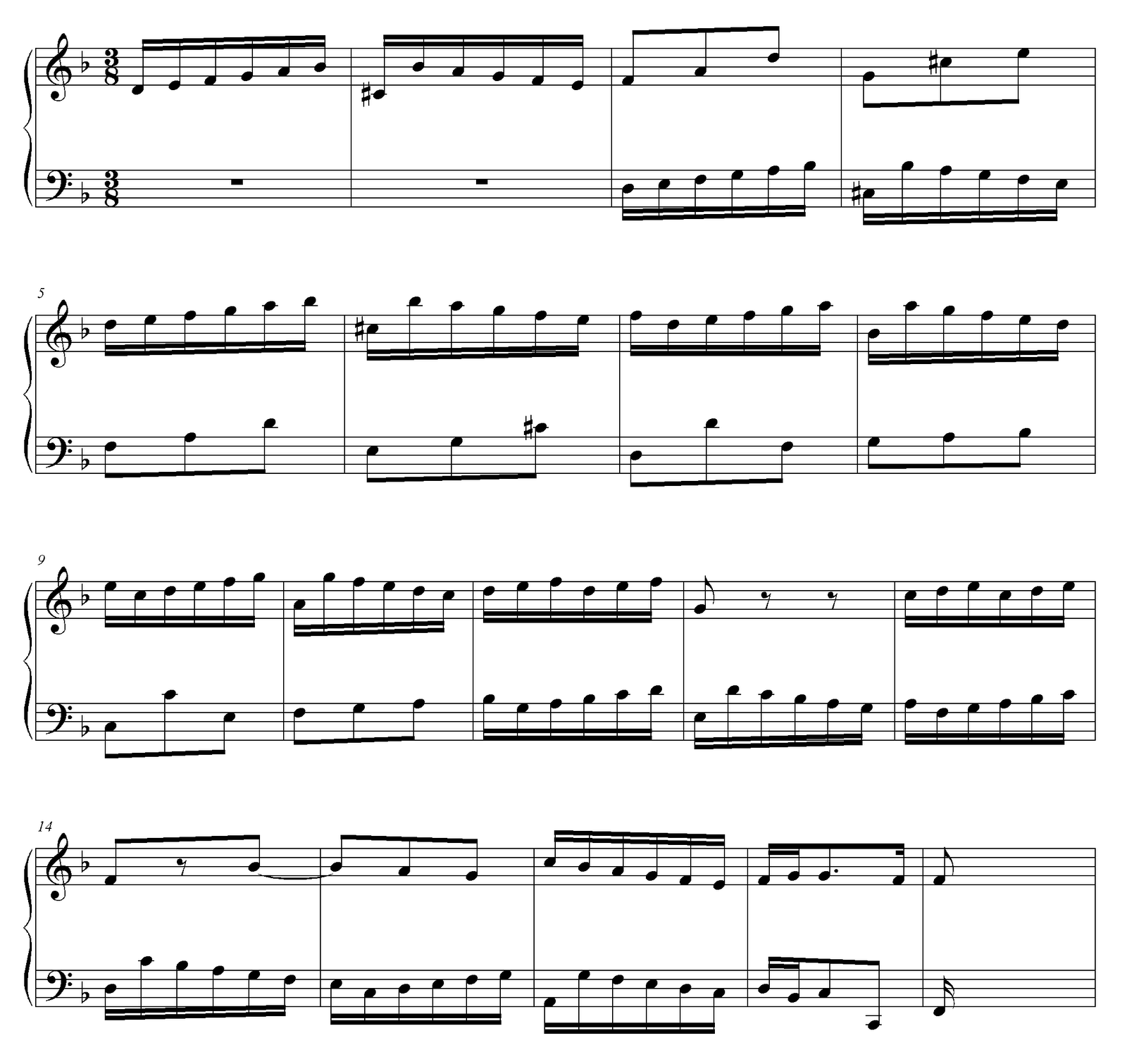
Invenció 4 de Bach (secció).

Tot i que es tracta d’una tècnica barroca, també es pot trobar aquest procés en partitures d'altres compositors de diferents èpoques, com Johannes Brahms en l’època romàntica: 

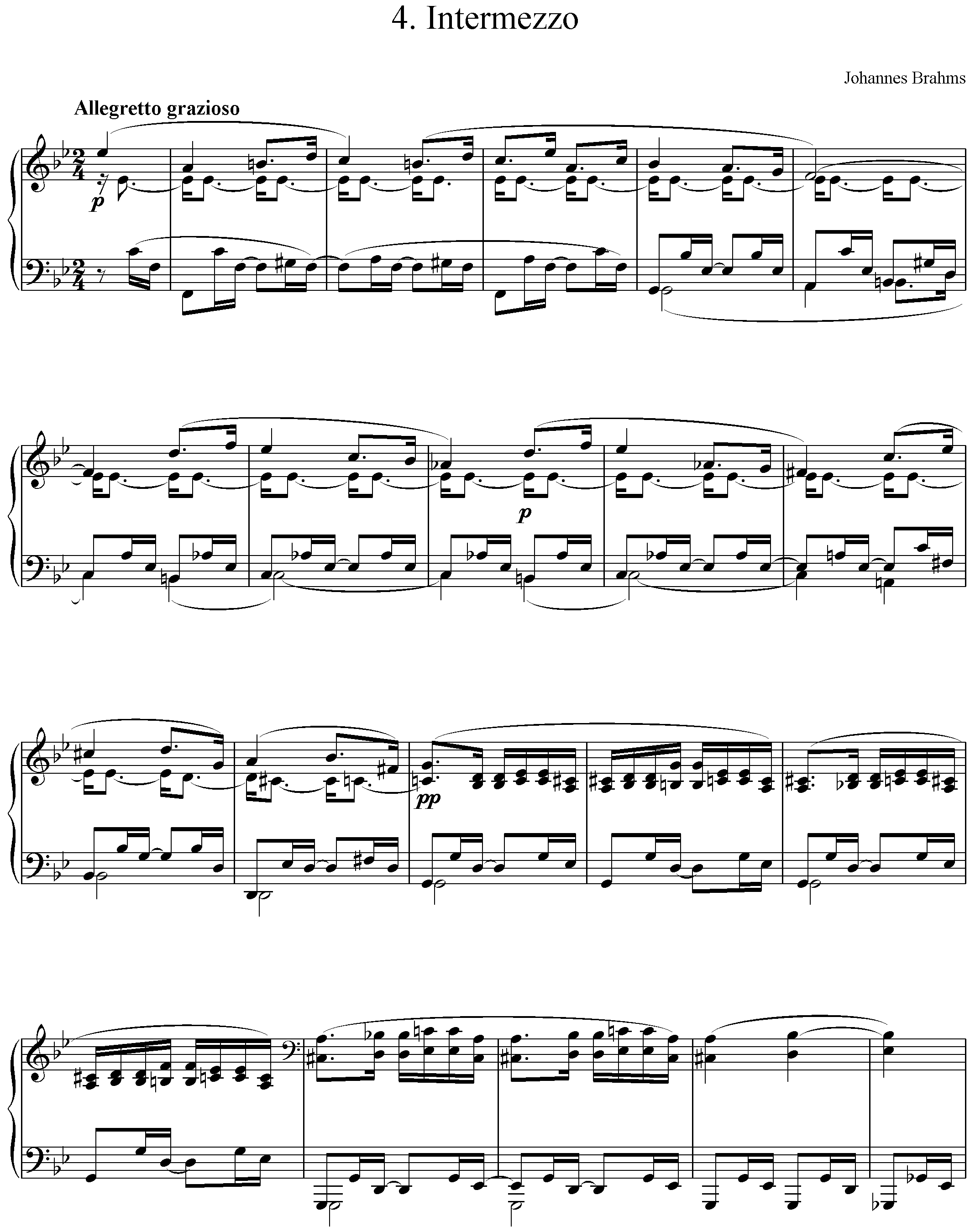
Brahms 'Intermezzo 4, op. 76' (secció).